# Анчишкін Владлен Миколайович
Владлен Миколайович Анчишкін (1924—2003) — російський радянський прозаїк, драматург, перекладач.
Автор романів «Зустрічний бій», «Арктичний роман», оповідань, публікацій у газетах, журналах та альманахах СРСР.

## Біографія
В. М. Анчишкін народився в місті Покровськ (на той момент Гришине) у 1924 році. В сімнадцять років добровольцем пішов в армію, брав участь у звільненні України й Польщі, разом з передовими танковими батальйонами ввійшов у Прагу, штурмував Берлін. Кавалер п'яти бойових орденів, у тому числі Олександра Невського, Вітчизняної війни та трьох орденів Червоної Зірки.
Здобувши професію журналіста, працював власним кореспондентом «Комсомольської правди» по Кузбасу, потім на два роки поїхав на Шпіцберген.
Владлен Миколайович Анчишкін помер 8 квітня 2003 року. Похований у Москві.